# Comté de Daggett
Le comté de Daggett (en anglais : Daggett County) est l’un des vingt-neuf comtés de l’État de l'Utah, aux États-Unis. Il a été créé en 1918. Le siège du comté est à la ville de Manila. Selon le recensement de 2000, sa population est de 921 habitants.